# Extremwerttheorie
Die Extremwerttheorie  (englisch extreme value theory) ist ein Teilgebiet der mathematischen Statistik, das sich mit maximalen und minimalen Werten von Stichproben beschäftigt.
Ein zentrales Resultat ist die Tatsache, dass für das Maximum (und das Minimum) einer Stichprobe (egal welcher Verteilung) nur drei Typen von Grenzverteilungen möglich sind, welche sich in einer so genannten verallgemeinerten Extremwertverteilung zusammenfassen lassen. Max-stabile Prozesse erweitern die mehrdimensionale Extremwerttheorie hin zum unendlichdimensionalen Fall.

## Definitionen
Es seien {\displaystyle X_{1},\ldots ,X_{n}} unabhängig und identisch verteilte Zufallsvariablen mit Werten in den reellen Zahlen und {\displaystyle M_{n}=\max _{1\leq i\leq n}X_{i}} ihr Maximum. Ferner bezeichne {\displaystyle F(x)=P(M_{n}\leq x)\;} die Verteilungsfunktion von {\displaystyle M_{n}}, und sei {\displaystyle G} eine nicht-ausgeartete Verteilungsfunktion – also keine Funktion, die nur die Werte Null oder Eins annehmen kann. Falls dann Folgen {\displaystyle a_{n},b_{n}\;} existieren, so dass die Konvergenz {\displaystyle F(b_{n}+a_{n}x)\rightarrow G(x)\;} gilt,  so kann {\displaystyle G} nur eine der folgenden Verteilungen sein (Satz von Fisher-Tippett-Gnedenko), je nachdem, ob die Ausläufer der Verteilung exponentiell abfallen, polynomiell abfallen oder an einer Stelle den Wert Null erreichen:
- Gumbel-Typ (Typ I). Genauer: Wenn die Variable {\displaystyle X} eine Gumbel-Verteilung hat, so hat {\displaystyle \log(X)} eine Extremwertverteilung vom Typ I.
- Fréchet-Typ (Typ II). Genauer: Wenn die Variable {\displaystyle X} eine Fréchet-Verteilung hat, so hat {\displaystyle 1/X} eine Extremwertverteilung vom Typ II.
- Weibull-Typ (Typ III). Genauer: Wenn die Variable {\displaystyle X} eine Weibull-Verteilung hat, so hat {\displaystyle -X} eine Extremwertverteilung vom Typ III.

Diese drei Verteilungen können auch zu einer einzigen Klasse (Jenkinson-von-Mises-Darstellung) parametrisiert werden. Die (oder eine) verallgemeinerte Verteilung heißt Extremwertverteilung. Als Parameter werden oft {\displaystyle K,\sigma } und {\displaystyle \mu } verwendet, wobei {\displaystyle K<0} eine Typ-III-Verteilung beschreibt und {\displaystyle K>0} eine Typ-II-Verteilung.

## Anwendungen
Sie findet unter anderem Anwendung in der Finanzmathematik und Versicherungsmathematik. Die Theorie wurde u. a. angewendet für die Untersuchung der Rekordentwicklung in der Leichtathletik und von Klimarekorden.
Typische Fragestellungen könnten unter anderem sein:
- Wie hoch soll ein Staudamm gebaut werden, wenn man sichergehen möchte, dass er in den nächsten 100 Jahren nur mit einer Wahrscheinlichkeit von 1 % überschwemmt wird?
- Wie groß ist die Wahrscheinlichkeit eines Börsencrashs im kommenden Jahr, der zu einem Kursverfall von mehr als 15 % führt?
- Wie groß ist die Festigkeit des schwächsten Volumenelementes eines Bauteils? Vergleiche Wöhlerkurve

### Nicht-Normalverteilungen mit „Fat tails“
Für solche sehr seltene Ereignisse, also z. B. sehr hohe wirtschaftliche Gewinne oder Verluste, sind in der Wahrscheinlichkeitstheorie der extremen Ereignisse unter Umständen nicht mehr die gewohnten Normalverteilungen  (oder Überlagerungen davon) charakteristisch, die sich wie Gaußfunktionen verhalten, also wie „Standard-Glockenkurven“ der Breite {\displaystyle \sigma }, genauer: wie {\displaystyle dx'/{\sqrt {2\pi \sigma }}\,\cdot e^{-{(x-x')^{2}}/(2\sigma )}}, die also  im Randbereich rascher als exponentiell abfallen. Stattdessen dominieren Verteilungsfunktionen, die im Zentralbereich wie Gaußfunktionen aussehen, aber im Randbereich nur algebraisch klein werden, {\displaystyle \sim dx'\cdot |x-x'|^{-\alpha }}, mit einem charakteristischen „fat tail“-Exponenten, der in der physikalischen Literatur mit {\displaystyle \alpha } bezeichnet wird und bestimmte „universelle“ Werte annehmen kann.